# Heckler & Koch MG5
La Heckler & Koch MG5 è una mitragliatrice ad uso generale sviluppata e prodotta dalla tedesca Heckler & Koch come successore della Rheinmetall MG 3.

## Sviluppo
Lo sviluppo della MG5, denominata inizialmente HK121, è iniziato poco dopo quello della Heckler & Koch MG4 e il prototipo è stato presentato al pubblico per la prima volta nel luglio 2010 alla Infanterieschule Hammelburg.
Nel 2013 la Bundeswehr ne ha ha acquistati 65 esemplari con cui svolgere delle prove di valutazione durante le quali sono emersi difetti nel castello, soggetto a cricche, elevato grado di corrosione quando esposta all'acqua salata ed è stato rilevato che la dispersione del tiro era superiore alle richieste. Il 20 ottobre 2014 la mitragliatrice è stata valutata positivamente e il 17 marzo 2015 la Bundeswehr ne ha ordinati i primi 1 215 esemplari. I primi esemplari sono stati consegnati alla Marinetechnikschule di Parow nel 2016. Ad agosto 2018 gli esemplari ordinati erano 7 114 e oltre 4 400 MG5 erano state consegnate; nel 2021 sono stati ordinati altri 11 000 esemplari.

## Caratteristiche
La MG5 funziona a sottrazione di gas con pistone a corsa lunga, il castello è realizzato in due blocchi di acciaio saldati tra loro; è alimentata da un caricatore a nastro dal lato sinistro, può sparare 640, 720 oppure 800 colpi al minuto e il selettore di fuoco e è posizionato su entrambi i lati. Diverse parti, tra cui la massa battente, l'alimentazione e i meccanismi del grilletto, sono derivate da quelle della MG4. Rispetto alla MG3, la MG5 è più compatta e ha un rinculo minore.

## Varianti
- MG5: versione standard
- MG5 A1: versione installata su veicoli da combattimento
- MG5 A2: versione da fanteria con canna accorciata

| Variante                       | MG5      | MG5 A2   | MG5 A1  |
| ------------------------------ | -------- | -------- | ------- |
| Lunghezza con calcio esteso    | 1 202 mm | 1 112 mm | -       |
| Lunghezza con calcio ripiegato | 960 mm   | 870 mm   | 942 mm  |
| Lunghezza della canna          | 550 mm   | 460 mm   | 550 mm  |
| Massa                          | 11,6 kg  | 11,2 kg  | 10,1 kg |
| Tiro utile                     | 600 m    | 600 m    | 1000 m  |
| Velocità alla volata           | 820 m/s  | 785 m/s  | 825 m/s |

## Utilizzatori
- Albania: in servizio nella  Forca Tokësore.
- Cile: acquistate a partire dal 2014 per il Cuerpo de Infantería de Marina de Chile.[7]
- Germania: ordinate a partire dal 2015 per l'Heer, 7 472 in servizio nel 2021 e oltre 11 000 ordinate, per un totale di oltre 18 000  in servizio entro il 2025.[4] Utilizzata dalla Bundespolizei su 64 torrette FLW 100.[8]
- Indonesia: in servizio con i reparti speciali della Tentara Nasional Indonesia Angkatan Laut e del Korps Marinir Republik Indonesia.[9]
- Malaysia: in uso nei reparti speciali della Agensi Penguatkuasaan Maritim Malaysia.
- Portogallo: in servizio dal 2015 nel Núcleo da Proteção da Força della Polícia Aérea.[10]
- Spagna: acquistate a partire dal 2022 per il Mando de Operaciones Especiales dell'Ejército de Tierra.[11]